# Астахов, Альберт Михайлович
Альберт Михайлович Астахов (31 мая 1939, Канск, Красноярский край — 1 июля 2009) — советский самбист, мастер спорта СССР. Заслуженный тренер России. Вице-президент Всероссийской и Европейской федераций самбо. Судья международной категории.

## Биография
В 1963 году окончил факультет физической культуры и спорта Красноярского государственного педагогического университета. В 1962—1974 годах работал тренером Красноярского краевого совета «Динамо». В 1970 ему было присвоено звание Заслуженного тренера РСФСР. С 1973 по 2006 годы был старшим тренером сборных команд по самбо России, Ирана (1973), Венесуэлы (1982—1984) и Южной Кореи (2006). Был награждён медалями Венесуэлы.
Исполнял обязанности президента Международной коллегии судей по самбо, был членом исполкома Международной федерации самбо. Первый вице-президент Всероссийской федерации самбо, первый вице-президент Европейской федерации самбо. Находился на этих должностях до 2004 года. Добился включения самбо в программу IX Панамериканских игр 1983 года.
В 1969 году получил степень кандидата биологических наук. В 1993 году стал профессором. 24 года работал заведующим кафедрой физической культуры Московского государственного института культуры. Автор более 120 научных работ.
Похоронен на Долгопрудненском кладбище (Московская область).

## Память
- С 1995 года проводился Всероссийский турнир на призы Альберта Астахова;
- С 1997 года проводился турнир «Красноярские столбы» на призы Альберта Астахова и Виктора Хорикова;
- С 2009 года в Красноярске проводится Всероссийский турнир по самбо памяти заслуженных тренеров России Альберта Астахова и Эдуарда Агафонова;
- В Каракасе (Венесуэла) проводится ежегодный международный турнир памяти Альберта Астахова, который также является одним из этапов Кубка мира по самбо[2];
- В его честь назван центр борьбы в штате Фалькон (Венесуэла)[3].